# Antimenes-Maler

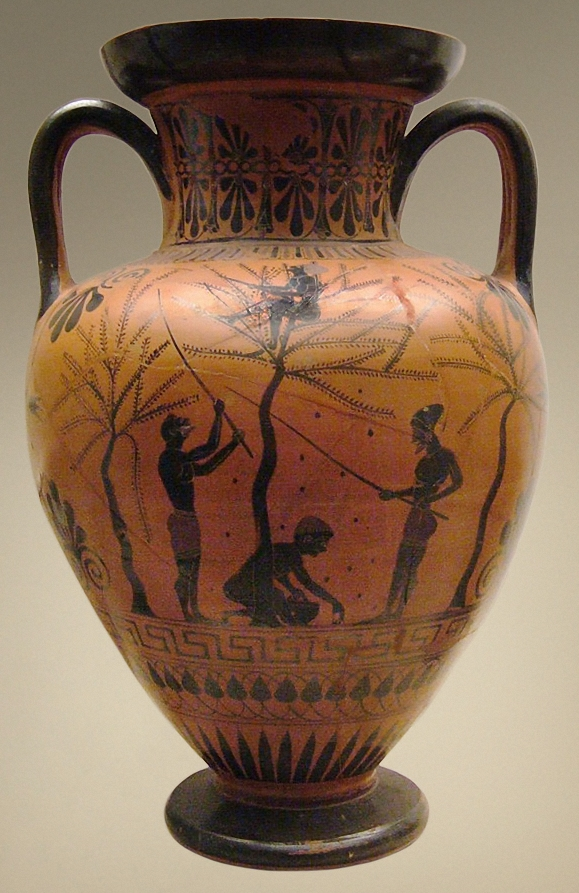
Olivenernte, ca. 520 v. Chr.

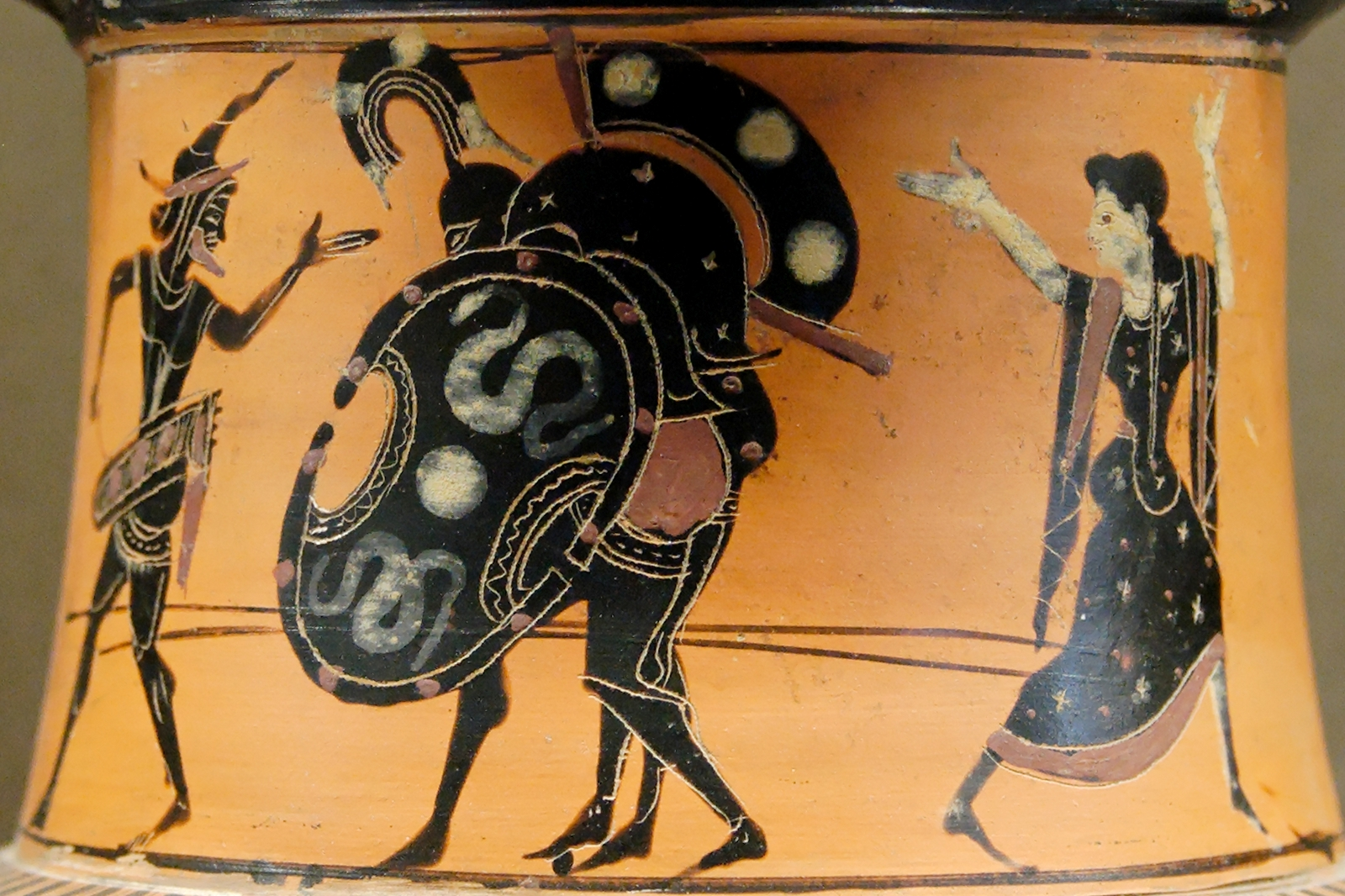
Der von Hermes und Athene beschütze Ajax bringt den toten Achill zurück ins Lager der Griechen, 520–510 v. Chr.

Der Antimenes-Maler war ein attischer Vasenmaler des schwarzfigurigen Stils, der um 530 bis 510 v. Chr. wirkte.
Der echte Name des Antimenes-Malers ist nicht überliefert. Er wurde zur Unterscheidung von anderen Vasenmalern mit einem Notnamen benannt; namensgebend war eine Kalos-Inschrift auf einer Hydria in Leiden. Von den etwa 150 überlieferten Werken besteht der Großteil aus Hydrien und aus Standard-Amphoren. Die meisten der ihm zugeordneten Vasen wurde in Etrurien gefunden. Er wird mit der Werkstatt des Töpfers Andokides in Zusammenhang gebracht.
Der Antimenes-Maler stellt das gängige Repertoire seiner Zeit dar: Abenteuer des Herakles, Dionysos und dessen Gefolge sowie Gespannszenen. Diese gängigen Themen variiert er; seine Bildkompositionen werden als übersichtlich beschrieben. Bei eigenen, meist idyllisch anmutenden Kreationen stellt er häufig kleinere Figuren dar, die der eigentlichen Szenerie untergeordnet sind. Beispiele dafür sind die Brunnenszene auf der schon erwähnten Leidener Hydria und eine Darstellung der Olivenernte auf einer Amphora im British Museum in London.
Der Zeichenstil ist dem des Psiax ähnlich, auch Einflüsse des frühen rotfigurigen Stils sind unverkennbar. Trotzdem blieb der Antimenes-Maler, der diverse Nachahmer gefunden hat, dem schwarzfigurigen Stil treu. Diese Nachahmer sind häufig nur schwer vom Antimenes-Maler zu unterscheiden. Insbesondere einige Stücke aus dem Spätwerk zeichnen sich durch feine und ausdrucksvolle Zeichnungen aus.